# Жигалка
Жигалка — річка в Україні, у Таращанському районі Київської області. Ліва притока Черні (басейн Дніпра).

## Опис
Довжина річки приблизно 7,6 км.

## Розташування
Бере початок у селі Ріжки. Тече переважно на північний схід через Северинівку і біля Красюки впадає у річку Черню, права притока Росі.
Притоки: Бобер - ліва
Річку перетинає автошлях Т 1017